# Visuddhimagga
Il Visuddhimagga ("Cammino verso la purezza") è un commentario buddista scritto da Buddhaghosa nel 430 d.C. circa. È considerato tra i più importanti testi della scuola Theravāda tra quelli non appartenenti al canone pali (o Tipitaka). 

## Contenuti e struttura
È diviso in tre parti, che corrispondono rispettivamente alle sezioni in cui è suddiviso tradizionalmente il Nobile ottuplice sentiero, ovvero: 
1) Sīla (Disciplina o Virtù o Moralità);
 2) Samādhi (Concentrazione meditativa);
3) Pañña (Saggezza o "saggezza trascendente" o "gnosi"). 
- La prima parte (cap.I-II) espone le regole della Disciplina, i metodi per trovare un corretto luogo per praticare, nonché le numerose pratiche ascetiche (dhutanga).
- La seconda parte (cap.III-XIII) inizia con un'introduzione alla pratica della concentrazione (samādhi o śamatha) e ai suoi oggetti. Tra questi è preminente il kasina (cerchio) di terra, descritto nel cap.IV. Sempre nello stesso capitolo sono menzionati i quattro differenti stadi o gradi di concentrazione (jhāna). Questo capitolo è forse una delle parti più interessanti in quanto è una fonte preziosa per lo studio di antiche tecniche meditative, oggi in gran parte non più praticate. Il capitolo V descrive gli altri kasina. I capitoli VI, VII e VIII hanno per argomenti altri oggetti di concentrazione o meditazione. I capitoli IX e X sono dedicati alla descrizione degli stati di consapevolezza detti rispettivamente dimore divine (brahmavihāra) e stati senza forma (arupa). Il cap. XI conclude e riassume la descrizione della concentrazione. La seconda parte si conclude con l'elencazione dei benefici della concentrazione (cap. XII-XIII), tra cui si elencano i vari poteri soprannaturali e il ricordo delle vite passate.
- La terza parte (cap.XIV-XXIII) si apre con una descrizione dei cinque aggregati (khandha, sanscrito skandha) (cap.XIV), delle basi (Āyatana) e degli elementi (dhātu) (cap.XV), delle facoltà (indriya) e delle Quattro Nobili Verità (cap.XVI), nonché della teoria dell'originazione dipendente (paticcasamuppāda)(cap.XVII). Seguono cinque capitoli (XVIII-XXII) dedicati rispettivamente alla: 
  - purificazione della visione (ditthi);
  - purificazione per mezzo del superamento del dubbio;
  - purificazione per mezzo della conoscenza e visione (discernimento) di ciò che è o che non è sul sentiero (magga);
  - purificazione per mezzo della conoscenza e visione della via (patipadā);
  - purificazione per mezzo della conoscenza e visione.

Vi è poi un capitolo conclusivo, il XXIII, dedicato ai benefici della Saggezza.
Tutta la terza parte si segnala per l'approccio spiccatamente analitico caratteristico di molta parte della filosofia buddista. 

### I sette passi
La struttura dell'opera richiama in parte il Ratha-vinita Sutta (Majjhima Nikāya 24), che descrive la progressione dalla perfezione della disciplina verso il nibbāna, in sette passi o stadi. Questi sono:
1) Purificazione per mezzo della virtù (cap. I e II);
2) Purificazione della coscienza per mezzo della concentrazione (cap.III-XI);
3)- 7) corrispondono ciascuna rispettivamente ai capitoli XVIII-XXII.

### Edizioni in lingua Pali
- Hewavitarne Bequest, Colombo, Sri Lanka (alfabeto singalese)
- Hanthawaddy Press, Rangoon, Myanmar (alfabeto birmano)
- Edizione siamese, Bangkok, Thailand (alfabeto Thai)
- Pali Text Society, London, England (alfabeto latino)
- Harvard University Press edition, Harvard Oriental Studies, Vol. 41, Cambridge, Mass., 1950 (alfabeto latino)

### Traduzioni inglesi
- The Path of Purity, Pe Maung (trad.), Pali Text Society, London, 3 vol., 1922-31.
- Bhadantacariya Buddhaghosa, Bhikkhu Nanamoli (trad.), The Path of Purification, BPS-Pariyatti Editions, Onalaska, WA (Buddhist Publication Society), 1999, ISBN 1-928706-01-0.
- Buddhist Meditation, Edward Conze (trad.), NB: Traduzioni parziali, 2002, ISBN 81-215-0781-2.

### Altre traduzioni
- der Weg zur Reinheit, Nyanatiloka & Verlag Christiani (trans.), Konstanz, 1952 (Tedesco)
- Sinhala Visuddhimargaya, Pandita Matara Sri Dharmavamsa Sthavira, Matara, Sri Lanka, 1953 (Singalese)
- Le chemin de la pureté, Christian Maës, Fayard 2002 (Francese)
- Il sentiero della purificazione, Antonella Serena Comba, Lulu.com 2010, seconda edizione (Italiano)